# Nationalistiskt parti
Nationalistiska partier är politiska partier vars ideologi enligt allmän uppfattning eller enligt partiet självt vilar på nationalistisk grund. Det finns både vänster- och högernationalistiska partier.

## Högernationalistiska partier
De högernationalistiska partierna i Europa kallas ofta för högerextrema. Partiernas agenda och retorik skiljer sig åt, från demokratisk nykonservatism till tämligen antidemokratiska riktningar som nynazism och fascism. Många högernationalistiska partier i Europa i dag har en eller flera av följande punkter högt på sina program:
- Politisk självständighet.
- Begränsning av invandring från icke-västerländska eller icke-europeiska länder, ibland förenat med krav på repatriering.
- Starkare skydd för de medborgerliga rättigheterna.
- Motstånd mot ökad politisk acceptans av HBTQ, och i övrigt en konservativ familjepolitik.
- Motstånd mot EU-projektet.

### Exempel på högernationalistiska partier i Europa

#### Albanien
- Albanska tredje positionen

#### Belgien
- Vlaams Blok (Vlaams Belang)

#### Danmark
- Dansk Folkeparti
- Nya Borgerliga
- Stram Kurs

#### Frankrike
- Front National
- Adsav

#### Grekland
- Gyllene gryning

#### Italien
- Forza Nuova

#### Ryssland
- Rysslands liberaldemokratiska parti
- Rörelsen mot illegal invandring (uppplöst)
- Ortodoxa fanbärarnas union

#### Serbien
- Serbiska radikala partiet
- Serbisk aktion
- Obraz
- Nacionalni stroj (upplöst)

#### Spanien
- Euzko Alderdi Jeltzalea

#### Storbritannien
- British National Party

#### Sverige
- Sverigedemokraterna
- Alternativ för Sverige

- Nationaldemokraterna (upplöst)

- Svenskarnas parti (upplöst).

#### Tyskland
- Nationaldemokratische Partei Deutschlands
- Die Republikaner

#### Ungern
- Jobbik

#### Österrike
- Frihetspartiet

### Exempel på högernationalistiska partier i Asien

#### Israel[1]
- Judiska nationella fronten
- Likud
- Kadima

## Vänsternationalistiska partier

### Irland
- Sinn Féin

### Israel[1]
- Israeliska arbetarpartiet

### Spanien
- Euskal Herria Bildu

### Storbritannien
- Scottish Nationalist Party
- Sinn Féin